# Władimir Kazancew
Władimir Dmitrijewicz Kazancew (ros. Владимир Дмитриевич Казанцев, ur. 6 stycznia 1923 w Aleksiejewce w rejonie chwalińskim obwodu saratowskiego, zm. 22 listopada 2007 w Moskwie) – rosyjski lekkoatleta (długodystansowiec) startujący w barwach Związku Radzieckiego, wicemistrz olimpijski z 1952.

## Życiorys
Podczas II wojny światowej walczył jako szeregowy w składzie Frontu Kalinińskiego. Potem pełnił służbę wartowniczą na Kremlu, m.in. przed gabinetami Michaiła Kalinina i Klimienta Woroszyłowa. Otrzymał Order Wojny Ojczyźnianej.
Po wojnie stał się wyczynowym lekkoatletą, specjalizującym się w biegach długodystansowych. Zdobył srebrny medal w biegu na 3000 metrów z przeszkodami na igrzyskach olimpijskich w 1952 w Helsinkach za Horace’em Ashenfelterem ze Stanów Zjednoczonych, a przed Johnem Disleyem z Wielkiej Brytanii.
Był mistrzem ZSRR w biegu na 5000 metrów w 1948, 1950 i 1951, w biegu na 10 000 metrów w 1951, w biegu na 3000 metrów z przeszkodami w latach 1950–1953 oraz w biegu przełajowym w 1946. Czterokrotnie ustanawiał rekordy w biegu na 5000 metrów do wyniku 14:08,8 (2 lipca 1952 w Leningradzie); był również rekordzistą ZSRR w biegu na 3000 metrów z przeszkodami z czasem 8:48,6 (12 czerwca 1952 w Kijowie).
W 1951 otrzymał tytuł Zasłużonego Mistrza Sportu ZSRR.
Ukończył Moskiewski Rejonowy Instytut Pedagogiczny im. Nadieżdy Krupskiej. Był trenerem przygotowania bojowego w siłach bezpieczeństwa ZSRR. Odszedł w stan spoczynku w stopniu podpułkownika.